# Код и другие законы киберпространства
«Код и другие законы киберпространства» (англ. Code and Other Laws of Cyberspace) — книга американского общественного активиста и профессора права Лоуренса Лессига о структуре и характере регулирования интернета. Была опубликована в 1999 году.

## Темы
Основная идея книги, выраженная в её названии, состоит в том, что компьютерный код (или «код западного побережья», здесь подразумевается Кремниевая долина) регулирует поведение во многом так же, как и правовой кодекс (или «код восточного побережья», где под этим имеется в виду Вашингтон, округ Колумбия). В общем плане Лессиг утверждает, что на самом деле существует четыре основных регулятора: закон, нормы, рынок и архитектура — каждый из них оказывает огромное влияние на общество и последствия каждого из них необходимо учитывать.
Книга содержит дискуссию относительно последствий для законодательства в области авторского права, утверждая, что киберпространство изменяет не только технологии копирования, но и силу закона для защиты от нелегального копирования. Лессинг утверждает, что цифровой код смещает баланс в доктринах авторского права, таких как добросовестное использование.

## Другие книги
«Будущее идей» — продолжение «Кода», опубликованное в 2001 году, где Лессинг подробнее рассматривает авторское право. Во второй книге Лессиг пишет, что слишком длинный срок защиты авторских прав препятствует созданию новых работ на основе уже существующих произведений, а также пропагандирует важность ускорения для перехода существующих произведений в общественное достояние.
В марте 2005 года Лессиг запустил сайт Code V.2 Wiki, созданный для обновления книги, написанной шестью годами ранее. В 2006 году вышло второе адаптированное и обновлённое издание книги под названием «Код: Версия 2.0».

## Влияние
Книга широко цитируется, помогая Лессингу неоднократно занимать первые позиции в списках наиболее цитируемых на юридических факультетах. Книга была названа «Самой влиятельной книгой на сегодня о законе и киберпространства», «плодотворной». В критическом эссе в честь десятилетия книги, Деклан Маккалоу отметил, что «влияние книги трудно переоценить».